# 津田の松原サービスエリア

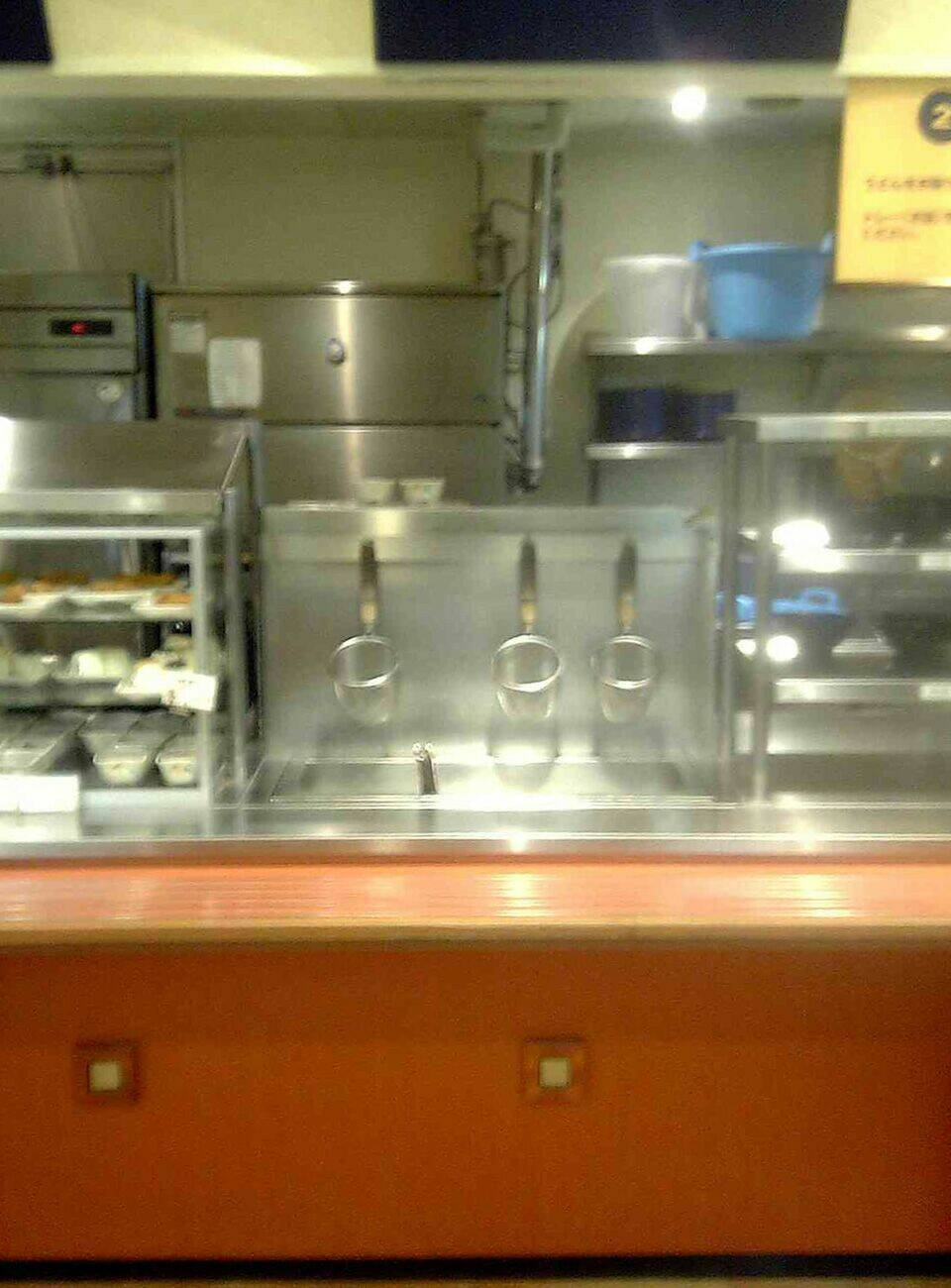
讃岐うどんコーナー。自分で湯煎し、具を入れ、会計してからダシを入れる。

津田の松原サービスエリア（つだのまつばらサービスエリア）は、香川県さぬき市津田町鶴羽にある高松自動車道のサービスエリアである。
併設されている津田バスストップ（つだバスストップ）についても本項で述べる。
管理者は第三セクターであなぶき興産グループの株式会社さぬき市SA公社（旧：津田健康開発公社）である。

## 歴史
- 2001年（平成13年）3月27日 : 津田の松原サービスエリアが供用。
- 2015年（平成27年）7月10日：上下線施設がリニューアルオープン。ファミリーマート津田の松原SA下り店開店。ファミリーマート津田の松原SA上り自販機コンビニ（ＡＳＤ：オートマチック・スーパー・デリス）を設置[2]。

## 施設

### 上り線（鳴門・淡路方面）
- 駐車場
  - 大型 21台
  - 小型 60台
  - 二輪 4台
- トイレ
  - 男性 大3（和式1・洋式2）・小8
  - 女性 14（和式7・洋式7）
  - 車椅子用 1
- ガソリンスタンド（出光興産（ (株)JA香川県オートエナジー　セルフ式）、7:00-20:00）[3]
- 給電スタンド（24時間）
- すき家（7:00-22:00）
- スナック（7:00-22:00）
- 讃岐うどん（完全セルフ、10:00-21:00）
- ショッピング（7:00-22:00）
  - ご当地バーガーであるさぬきうどんバーガーを、土日祝限定で販売している。
- 自動販売機
- インフォメーション・FAXサービス（9:00-17:00）
- バス停留所

### 下り線（高松・松山方面）
- 駐車場
  - 大型 21台
  - 小型 59台
  - 二輪 4台
- トイレ
  - 男性 大3（和式1・洋式2）・小8
  - 女性 14（和式7・洋式7）
  - 車椅子用 1
- ガソリンスタンド（出光興産（ (株)JA香川県オートエナジー　セルフ式）、7:00-20:00）[3]
- 給電スタンド（24時間）
- すき家（7:00-22:00）
- スナック（7:00-22:00）
- 讃岐うどん（10:00-21:00）
- ショッピング（7:00-22:00）
- ファミリーマート（24時間）
- 自動販売機
- インフォメーション・FAXサービス（9:00-17:00）
- バス停留所
- さぬき市SA公社本社
- ウェルカムゲート（24時間、駐車場 小型車 50台・身障者用 2台）[4]

## 津田バスストップ
時刻表では、『高速津田』と表記されている。
夜行便
- 「ハローブリッジ号」 （四国高速バス・西東京バス）
  - 横浜駅・バスターミナル東京八重洲・バスタ新宿・八王子駅経由京王八王子駅行
- 「さぬきエクスプレス名古屋」 （四国高速バス）
  - 名鉄BS（名鉄名古屋駅）行
- 「コトバスエクスプレス」 （琴平バス）
  - 新宿駅・東京ディズニーランド行　
  - 四日市経由名古屋行き　
  - キャナルシティ博多行き　※下り線側から乗車

昼行便
- 「徳島岡山エクスプレス」（徳島バス・両備バス）
  - 岡山駅行
- 「高松エクスプレス京都号」（JR四国バス・四国高速バス・西日本JRバス・京阪バス）
  - 京都駅行
- 「高松エクスプレス大阪号」（JR四国バス・西日本JRバス）
  - OCAT（JR難波駅）経由大阪駅・USJ行
- 「さぬきエクスプレス大阪」（四国高速バス・阪急バス）
  - OCAT（JR難波駅経由阪急梅田・USJ行
- 「フットバス」（高松エクスプレス）
  - 高速淡路志知・神戸三宮・難波・USJ行
- 「丸亀・高松 - 関西空港線」（JR四国バス・四国高速バス・関西空港交通・南海バス）
  - 関西空港行
- 「高松エクスプレス神戸号、さぬきエクスプレス神戸、ハーバーライナー」（JR四国バス・四国高速バス・西日本JRバス・神姫バス）
  - 三宮バスターミナル・新神戸駅行

### 隣の停留所
高速志度 - 高速津田 - 高速大内

## 周辺
- 津田の松原
- 鶴羽駅
- 日本ドルフィンセンター
- 大川オアシス

## 隣
E11 高松自動車道
(11)津田東IC - 津田の松原SA - (12)津田寒川IC